# Огњен Спахић
Огњен Спахић (Подгорица, 1977) књижевник је из Црне Горе.
Спахић објављује прозу и књижевну критику у свим релевантним црногорским и другим часописима за књижевност и културу (Плима, Арс, Либра Либера, Балцанис, Содобност).
Члан је уредништва књижевног часописа Плима. Живи у Подгорици и ради у уредништву за културу независног дневника Вијести.

## Дјела
- Све то, збирка прича, 2001.
- Хансенова дјеца, роман, 2004, Награда Меша Селимовић, 2005. године
- Зимска потрага, 2007.
- Пуна глава радости, 2014, Европска награда за књижевност[1]
- Под оба Сунца, роман, 2020, ужи избор за НИН-ову награду[2]